# 伊藤平治郎
伊藤 平治郎（いとう へいじろう、1880年（明治13年）5月18日 - 1941年（昭和16年）1月）は、三重県三重郡富洲原町（現在の四日市市富洲原地区）富田一色出身の政治家・実業家・歌人。

## 歌人
- 「伊藤平治郎編」の「鈴木小舟自歌集の白鳳」を出版した。本名の憲彦や伊藤家の養子として襲名した伊藤平治郎以外の呼び名があり、歌人名では、伊藤美挙といわれた歌人である。三重県三重郡菰野町の湯の山温泉で茶会や歌会を伊藤平治郎が中心となって開催していて、伊藤平治郎自身も参加していた。湯ノ山に山隠れをする鈴木小舟と幼年期に出会った伊藤平治郎は、その後歌人で書家でもあり、古筆研究家や宮内省御歌所寄人である阪正臣から執事を受けて佐佐木信綱とも交流を深めた。松平楽扇公（松平定信）自筆本である「住吉百首和歌」2巻の復刻作業や知己への配布をした[1]。

## 家系
- 伊藤氏は江戸時代以前の元の苗字は伊東氏であった。伊勢国の藤原氏で伊藤家となった。

伊藤家の家系図
1. 伊藤家の祖である伊藤治郎右衛門
2. 伊藤治郎右衛門の長子の伊藤治右衛門（享保11年に死没）
3. 伊藤治右衛門の長子の伊藤平右衛門
4. 伊藤平右衛門の長子の初代伊藤平治郎
5. 伊藤治右衛門の次子で初代橋詰家当主の伊藤惣右衛門
6. 伊藤惣右衛門の子供の伊藤宗平衛
7. 伊藤治右衛門の三子の伊藤治郎吉

### 橋詰家
- 「江戸時代に富田一色村の海運橋の東北詰に伊藤氏が住んでいました。これを橋詰と言いました」と、富田一色観静寺の境内の、大きな公孫樹の樹樹があり、そばの立札に記述されている。伊藤氏とは、伊藤惣平衛のことで、初代伊藤平治郎の叔父に当たり橋詰家の先祖である。橋詰家は代々回船問屋を営み、主要な事業として五十集を担当していた。その後、惣兵衛の子孫の伊藤宗兵衛は、富田一色本町に神楽獅子を、富田一色村の観静寺に地獄絵図と観音図各一幅を寄進している。

### 4代目伊藤平治郎
- 富田一色村民の通行を便利にして、米などの運搬を速やかにするため、八風道路の改修に着手した。改修区間は、交通量の多い大矢知から富田一色港に至る、20余町（約2.4 km）の距離で、八風街道の改修工事には多額に費用を費やした。平治郎は努力して私財を投入して沿道の田畑を買収して、八風街道の改修工事を推進した。1838年（天保9年）8月ようやく八風街道の改修工事が完了した。総出費は136両2分であった。八風街道の改修の功績で、4代目伊藤平治郎は、翌年の1839年（天保10年）5月に郷士格を賜った。

## 経歴
- 三重郡日永村（天白地区で現在の住所では四日市市日永二丁目）の真宗高田派の興正寺で、伊藤家の娘婿になっていた寺の男性が父親で、父は7代目伊藤平治郎と漢字が一文字違う6代目伊藤平次郎を襲名していて、伊藤家の5代目伊藤平次郎の娘と婿養子との間に生まれた第3男子で、幼名は憲彦と命名された誕生した。母の実家がある三重郡富洲原町の伊藤家の養子となり、7代目伊藤平治郎を襲名する。伊藤家は富田一色を起点として四日市市富洲原と滋賀県の米原を結ぶ八風街道を建設した家だった[2]。
- タオル製造業を営んでいる。1904年（明治37年）11月に万国博覧会の他の品評会で優秀賞を授与されて、宮内省の買い上げ品の光栄を得た。
- 学歴は一色学校（現在の四日市市立富洲原小学校）→東京商工中学校を卒業した。東京府に移住（上京）して東京高等商業学校（一橋大学の前身）で学んだが、19歳のとき病気になった事が理由で、大学を中退して故郷の富洲原に帰郷する。
- 真宗高田派の信者で墓地は富洲原霊園に設置された功労者の墓地にある。

## 実業家
- 1902年（明治35年） - 富田一色倉庫を開設する。富洲原村に愛知銀行富田一色出張所と倉庫会社を創設した。将来の発展の才能があると伊藤甚太郎富洲原村長より信望があり褒められた。公共事業に熱心であった。
- 1904年（明治37年）- 三重浴布商会を設置する。
- 1919年（大正8年）- 三重織布を創業する。生産額と品質が三重郡富洲原町（四日市市富洲原地区周辺）生産額は最高で品質は上質であり、日本一のタオルの生産地と呼ばれるようになり、宮内省から上質の大和タオルを賜る。
- 1934年（昭和9年）名古屋税務監督局の所得税調査委員と富洲原町の商工会会長と富洲原町会議員を兼務する。
- 1937年（昭和12年） - 三重郡県村の下海老原地区（現在の四日市市県（あがた）地区）に羊毛生産農園の祥来円を建設した。東洋紡績富田工場や三重織布と三重浴布で繊維生産をするための羊毛の原料確保に必要であるからで、海外からの輸入ではなくて現地の三重郡で調達された原料による生産を重視した[3]。

### 富洲原駅と三岐鉄道の建設
- 1928年（昭和3年）には伊勢電鉄富洲原駅（現在の富洲原保線車両基地）を三重郡富洲原町の松原地区の平町に誘致をする。1945年（昭和20年）に川越村の朝明川付近にあった川越駅が廃止されて、富洲原駅に吸収合併される形式で川越町豊田地区に近鉄富洲原駅が移転する。その後の近鉄川越富洲原駅の前身を建設した。
- 三岐鉄道の設立発起人となった。三岐鉄道の社史によると「細かい数字に触れて説明を聞かれる性格であった」と記述されている[4]。また三岐鉄道の建設に関わり取締役をつとめた。伊藤平治郎は三重県と滋賀県または岐阜県を結ぶ三岐鉄道構想や富洲原東洋町商店街つくりに貢献した三重郡富洲原町（後の四日市市富洲原地区）発展の功労者である。三岐鉄道構想は四日市市富田と関ヶ原を鉄道で結びさらに福井県敦賀市を結ぶ四日市市内富田駅→関ケ原駅→敦賀駅の四日市〜敦賀間の日本横断鉄道構想である。平田佐矩四日市市長による四日市と琵琶湖と敦賀間の日本横断運河構想もあった。富田駅→保々駅→米原駅間の鉄道計画もあった。保々駅と四日市常盤と川島間の浅野セメント鉄道計画もあったが、富田駅と西藤原駅間の小野田セメント鉄道に結局そのルートで落ち着いた。関ヶ原までは開通しなかった。

### 上下水道などの福祉
- 平治郎は三重郡富洲原町に日本全国では12番目の下水道であり、三重県下でも津市に次ぐ下水道を建設した。富洲原港の整備事業の実施。富洲原町立の火葬場と墓地の建設を1924年（大正13年）から1925年（大正14年）の間に行い、宗教施設の設置をする。富田一色地区民（6000人）が使用する下水道設備と大矢知村を水源とする上水道を建設した。
- 貧困層のための社会政策として三重県下で初めての公益質屋を開設した。富洲原町民の利用率は40％。約4割の40パーセント前後であった。
- 伊藤平治郎のエピソードとして、1913年（大正2年）の愛知県名古屋市の全国博覧会に、平治郎がタオル出品のため出席した。その会場で一枚の統計表を見た平治郎は、ひどい衝撃を受けた。それは日本国内の全国市町村のトラホーム（トラコーマ）患者数の順位で、第1位に三重県富洲原村を記述されていたからであった。普段平治郎は赤い目の人を見つけて気の毒に思っていたが、富洲原村会議員でありながら、何とうかつな申し訳なさで胸をふさがれて、1時間を立ち尽くしていた。帰りは関西本線富田駅から飯田病院で行き、飯田左三院長と石田誠副院長にトラホームの根絶を尋ねて、ただ一言『上下水道の完備です』と、また石田誠医師は『無料診療券』と回答した。平治郎は『まず下水道工事、その後上水道を造りましょう。富洲原村での下水はどぶの状態ですから、上水道を先に造ればかえって困るはずだ』。石田医師の提案の無料飲料はすぐ平治郎が実施した。平治郎は大学教授から教育されて、水道技術を学び、文献を読み、内務省で全国の上下水道の現状を調査して、工事の専門家にも話史を聞いた。全国10か所ほどの先進都市に見学に行った。三重県庁では、この不況期に、都市でも普及が早期なのに、村で水道なんて早過ぎると一笑されたが、あきらめず10年余りも内務省と三重県へ通い続けた。三重郡富洲原村は1923年（大正12年）に三重郡富洲原町に昇格して、上下水道事業に全力を注ぎ、巨額の予算が計上された。各家庭も水道貯金を積み立てて、富洲原町をあげて上下水道工事を推進した。昭和初期に下水道が完成して、上水道は父が一番良いと考えて広島県呉市の方式で完成して、1929年（昭和4年）に通水式を迎えた。平治郎は娘のともに『お父さんの生涯で大事な日だ。お前も学校を休んで式場へ行きなさい』と出席させた。富洲原小学校で行われた通水式は、小学生、役員など富洲原町民約1000人が、今村真橘富洲原町長の押されるボタンを一瞬シーンと待った。校庭には新設された噴水が、朱塗里の太鼓橋の横からサーと上がった。ドッとどよめきの後拍手が沸いた。平治郎は真っ直ぐに立ちモーニング服に涙を流した。

### 朝明市構想
- 平治郎は三重郡富田町と富洲原町と大矢知村の3ヵ村が対等合併をする「朝明市」構想を立て合併協議を行った。
- 富田町と富洲原町の主導権争いと対立が起きて合併が困難になり、＜大四日市構想＞があり東洋紡績や四日市港などの経済関係が重視されて、三重郡富洲原町は1941年（昭和16年）2月11日の紀元節に四日市市と合併して、四日市市富洲原地区となる。

## 平治郎橋

### 平治郎橋の建設
- 富州の町は真ん中に運河が通っており、生活に不便があった。北には海運橋があったが、南側には橋がなく、関西鉄道（現JR東海）富田駅に出るにも大回りをする必要があった[5]。
- 富田一色の地形は、西に松原地区があり富田一色地区から松原地区に行くは運河（塩役運河）を渡らなければならなかった。北側には富洲原港（富田一色漁港）と東側には伊勢湾の海水浴場の砂浜がある。南側のみ陸続きであり、西側は運河、北側は漁港で、東側は砂浜で、南側に繋がっているのが現在の東富田町である。半島型の漁師町であり江戸時代の桑名藩領朝明郡所属の富田六郷時代に下町として街作りが行われた密集地であった。富洲原地区は中央を南北に運河が流れている地形で富田一色地区と松原地区が遮断されている。富田一色地区民が運河である東西の堀川を渡って国鉄富田駅へ向かう際、富田一色北側の海運橋しかなく、南部には橋が無いため南部の人は富田駅に行くには、海運橋まで迂回してまず現在の松原西元町商店街に行き東洋紡績富田工場を通る遠回りだった。
- そこで伊藤平治郎は1899年（明治32年）交通上の不便解消と父の還暦祝いに永遠に富田一色地区を繁栄させる事業として、富田一色の南部から富田の代官町の中間を通って富田駅に通ずる橋の新設を決意した。経費は当時の650円で、日露戦争直後に新しく予算を増額して1960円で幅が2間で、長さが8間であった。富田一色北部の商店は得意客が減少すると言って反対した。1908年（明治41年）に、近回りとなる南寄りに平治郎橋を私財で建設した。
- 地元の富田一色地区の住民の要望で富田一色豊富町（南側）に架けられた近回りの橋は伊藤平治郎にちなんで「平治郎橋」と呼ばれた。現在、平成時代に建設されて架けられているのは3代目の橋で、四日市市が計画した治水事業と景観事業の公共工事で塩役運河は埋め立てられて水と緑のせせらぎ広場となっている[6]。

### 娘の田村とも及び孫の大浦甫の回想
- 三重郡菰野町の田村家に嫁いだ娘の「とも」が、1989年（平成元年）富洲原地区の広報富洲原（とみすはら）に父伊藤平治郎の思い出平治郎橋のむかし・いまとして平治郎橋建設の逸話を寄稿した。東京都上野の国立博物館で、当時（明治時代）に伊藤平治郎が発行した金本位制による交換券が展示されている。
- 伊藤平治郎は1901年（明治34年）に21歳で菰野町の進士ますと結婚して5男3女（男子2人と女子1人は早く死んだ）に恵まれて浄土真宗高田派の熱心な仏教徒であったと回想している。日中戦争中に精密機械の軍事製造企業の興亜精工株式会社を創設して昭和16年に消化器がんで死去した。[7]
- 平治郎の娘の田村ともの寄稿文はこのように紹介されていた。「明治時代は江戸時代の鎖国から開国して、西洋文化が流入した。文明開化の時代で鉄道は大日本帝国臣民である明治時代の日本国民の待望であった。関西鉄道が開通して、祖父の6代目伊藤平次郎は旅行好きで京都市の寺院へ国鉄富田駅から鉄道へ行けるのを喜んでいた。父伊藤平治郎の祖先の江戸時代の封建制度の士農工商の身分では武士階級であったが、江戸で商いを始めて成功して郷里の桑名藩領であった四日市市富田地区の茂福村へ善教寺を建立して、富田六郷の富田一色村へ移住した。父伊藤平治郎は伊藤家の6代目の祖父が、富田駅が明治時代末期の当時は富田の東富田町へ迂回して廻らなければ行けず、祖父は寄進してでも橋をかけ、富田駅へまっすぐ直通の道をつけたいと言っていた。3代目伊藤家当主の伊藤才助が千石船を2隻保有して伊勢国と江戸を交易して伊藤家は繁栄して相応の家財を残して、加えて川越町の南福崎地区と北福崎地区の福崎村の田んぼを売却して資金を作った。祖父は1904年（明治37年）に亡くなり父伊藤平治郎はその志を継いで1908年（明治41年）に最初の平治郎橋を完成させた。父伊藤平治郎は自分の名前が付いた橋をと思った訳でなく富田一色村の人達から当然のように伊藤平治郎の名前から平治郎橋と橋名が決定された。」